# Leuna-Harze
Leuna-Harze ist ein Chemieunternehmen mit Sitz in Leuna in Sachsen-Anhalt. Das Unternehmen produziert Epoxidharze, Reaktivverdünner und Härter. Die Produkte werden insbesondere zur Herstellung von faserverstärkten Kunststoffen in Windkraftanlagen, aber auch im Bauwesen, der Lackindustrie und in der Elektroindustrie verwendet.
Die Leuna-Harze GmbH entstand 1995 durch die Privatisierung des Epoxidharz-Geschäfts der Leunawerke. Nach der Inbetriebnahme einer neuen Anlage zur Herstellung von Bisphenol A- und Bisphenol-F-Harzen 2017 stieg die Gesamtkapazität zur Herstellung von Flüssigepoxidharz auf 70.000 Tonnen pro Jahr.
Von den produzierten Gütern wurden im Geschäftsjahr 2021 42 % im Inland, 37 % in der Europäischen Union und 21 % in Drittländern abgesetzt.